# Giuseppe Maria Mazza
Pour les articles homonymes, voir Mazza.
Giuseppe Maria Mazza (1653-1741) est un sculpteur italien de l'école bolonaise de style rococo.

## Biographie
Giuseppe Maria Mazza a d'abord été en apprentissage à l'atelier des peintres Domenico Maria Canuti et Lorenzo Pasinelli et ensuite il a été actif à Bologne, Ferrare, Modène, Pesaro et Venise.
Son chef-d'œuvre est une série de bas-reliefs monumentaux à la chapelle San Domenico de la Basilique de San Zanipolo de  Venise (~1720).
Son intervention pour restaurer la Cène de Léonard de Vinci ne fut pas efficace.
Il eut Giovanni Giuliani parmi ses élèves.

## Œuvres
- Cinq bas-reliefs en bronze pour la chapelle de St Dominique à San Zanipolo Venise (1722).

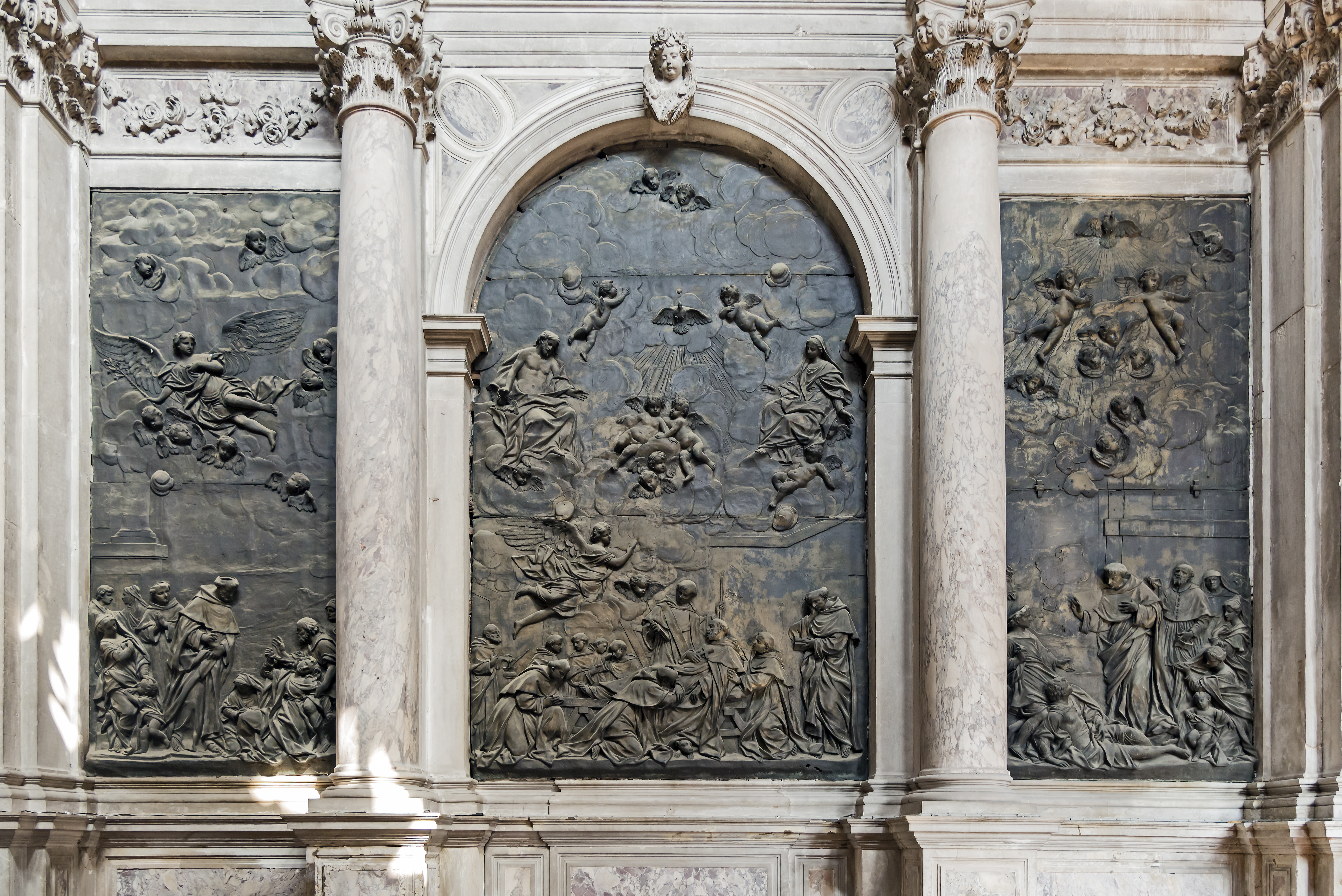
Chapelle de St Dominique San Zanipolo
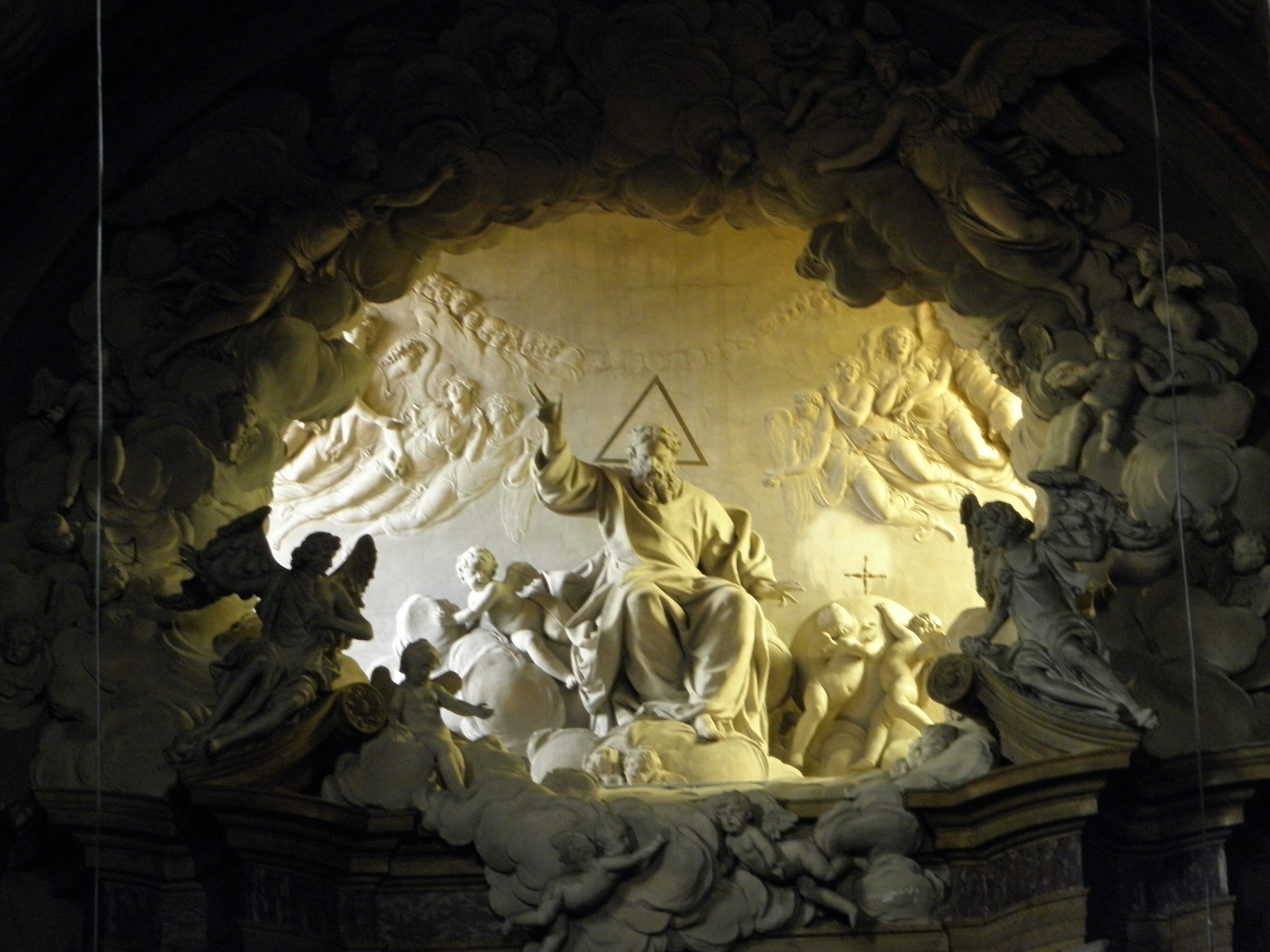
Groupe sculpté de la gloire de Dieu, en l'église Saint-Jean-Baptiste de Minerbio.
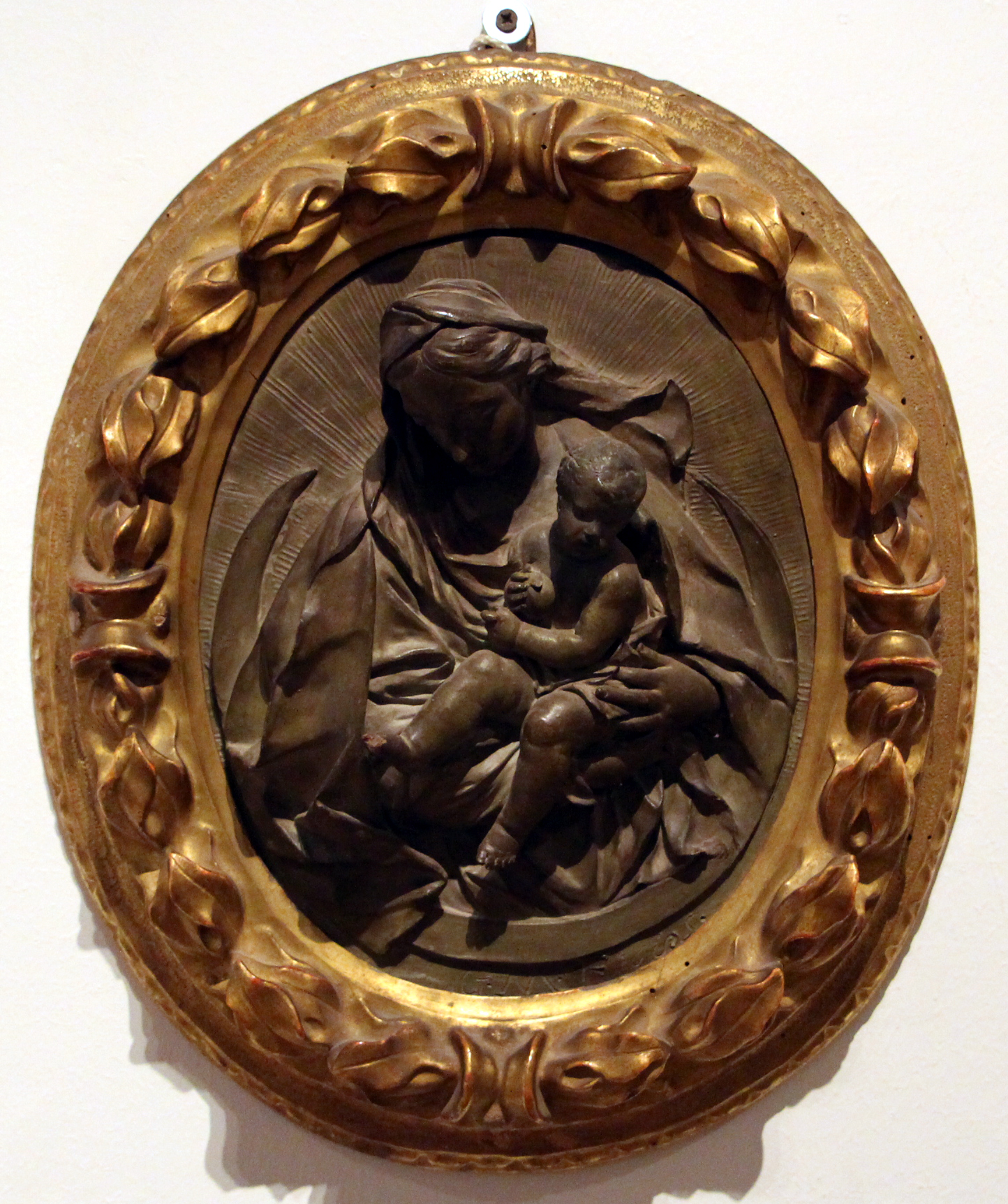
Vierge à l'Enfant.

- Allégorie de la Sculpture, vers 1730, terre cuite, h: 42.5 cm, musée du Louvre, Paris.

## Sources
- (en) Cet article est partiellement ou en totalité issu de l’article de Wikipédia en anglais intitulé « Giuseppe Mazza » (voir la liste des auteurs).